# Diplomates Football Club du 8ème Arrondissement
El Diplomates Football Club du 8ème Arrondissement o DFC8 és un club de futbol de la ciutat de Bangui, República Centreafricana.
El club va ser fundat el 1987.

## Palmarès
- Lliga centreafricana de futbol:[2]
  - 2006, 2009, 2011, 2015-16

- Copa centreafricana de futbol:[3]
  - 2010